# In the Flesh Tour
In the Flesh Tour, coneguda també com a "Animals Tour", va ser una gira de concerts del grup britànic Pink Floyd, realitzada entre els mesos de gener i juliol de 1977 per donar suport al seu àlbum Animals.
Es va dividir en dues etapes, una a Europa i l'altre a Amèrica del Nord. En la gira es van presentar els famosos titelles inflables de personatges famosos, i també es va utilitzar una "cascada" pirotècnica i un dels escenaris més grans i elaborats fins a la data, incloent-hi uns baldaquins com a paraigües que podien sortir de l'escenari per a protegir la banda.

## Banda de la gira
- David Gilmour - guitarra principal, veus
- Roger Waters - baix, guitarra rítmica, veus
- Richard Wright - teclats, veus
- Nick Mason - bateria

Músics addicionals
- Blanc Snowy - guitarra, baix a "Sheep", "Pigs (Three Different Ones)", i "Welcome to the Machine"
- Dick Parry - saxòfon, teclats de suport

## Set list
Un típic set list de 1977 inclouria el següent:
Set I - - Animals :
- "Sheep"
- "Pigs on the Wing 1"
- "Dogs"
- "Pigs on the Wing 1"
- "Pigs (Three Different Ones)"

Set II - Wish You Were Here :
- "Shine On You Crazy Diamond" (Parts I.E2.80.93V)
- "Welcome to the Machine"
- "Have a Cigar"
- "Wish You Were Here"
- "Shine On You Crazy Diamond" (Parts VI.E2.80.93IX)

Bis:
- "Money"
- "Us and Them"
- "Careful With That Axe, Eugene" (tocat una vegada a Oakland)
- "Blues" (tocat una vegada a Mont-real)

## Dates de la gira
| Data                 | Ciutat            | País                | Lloc                                     |
| Europa               | Europa            | Europa              | Europa                                   |
| -------------------- | ----------------- | ------------------- | ---------------------------------------- |
| 23 de gener de 1977  | Dortmund          | Alemanya Occidental | Westfalenhallen                          |
| 24 de gener de 1977  | Dortmund          | Alemanya Occidental | Westfalenhallen                          |
| 26 de gener de 1977  | Frankfurt         | Alemanya Occidental | Festhalle Frankfurt                      |
| 27 de gener de 1977  | Frankfurt         | Alemanya Occidental | Festhalle Frankfurt                      |
| 29 de gener de 1977  | Berlín Oest       | Alemanya Occidental | Deutschlandhalle                         |
| 30 de gener de 1977  | Berlín Oest       | Alemanya Occidental | Deutschlandhalle                         |
| 1 de febrer de 1977  | Viena             | Àustria             | Stadthalle                               |
| 3 de febrer de 1977  | Zúric             | Suïssa              | Hallenstadion                            |
| 4 de febrer de 1977  | Zúric             | Suïssa              | Hallenstadion                            |
| 17 de febrer de 1977 | Rotterdam         | Països Baixos       | Sportpaleis Ahoy                         |
| 18 de febrer de 1977 | Rotterdam         | Països Baixos       | Sportpaleis Ahoy                         |
| 19 de febrer de 1977 | Rotterdam         | Països Baixos       | Sportpaleis Ahoy                         |
| 20 de febrer de 1977 | Anvers            | Bèlgica             | Sportpaleis                              |
| 22 de febrer de 1977 | París             | França              | Pavillon De París                        |
| 23 de febrer de 1977 | París             | França              | Pavillon De París                        |
| 24 de febrer de 1977 | París             | França              | Pavillon De París                        |
| 25 de febrer de 1977 | París             | França              | Pavillon De París                        |
| 27 de febrer de 1977 | Múnic             | Alemanya            | Olympiahalle                             |
| 28 de febrer de 1977 | Múnic             | Alemanya            | Olympiahalle                             |
| 1 de març de 1977    | Múnic             | Alemanya            | Olympiahalle                             |
| 15 de març de 1977   | Londres           | Anglaterra          | Wembley Arena                            |
| 16 de març de 1977   | Londres           | Anglaterra          | Wembley Arena                            |
| 17 de març de 1977   | Londres           | Anglaterra          | Wembley Arena                            |
| 18 de març de 1977   | Londres           | Anglaterra          | Wembley Arena                            |
| 19 de març de 1977   | Londres           | Anglaterra          | Wembley Arena                            |
| 28 de març de 1977   | Stafford          | Anglaterra          | New Bingley Hall                         |
| 29 de març de 1977   | Stafford          | Anglaterra          | New Bingley Hall                         |
| 30 de març de 1977   | Stafford          | Anglaterra          | New Bingley Hall                         |
| 31 de març de 1977   | Stafford          | Anglaterra          | New Bingley Hall                         |
| Amèrica del Nord     |                   |                     |                                          |
| 22 d'abril 1977      | Miami             | Florida             | Miami Baseball Stadium                   |
| 24 d'abril de 1977   | Tampa             | Florida             | Tampa Stadium                            |
| 26 d'abril de 1977   | Atlanta           | Geòrgia             | The Omni                                 |
| 28 d'abril de 1977   | Baton Rouge       | Louisiana           | LSU Assembly Center                      |
| 30 d'abril de 1977   | Houston           | Texas               | Jeppesen Stadium                         |
| 1 de maig de 1977    | Fort Worth        | Texas               | Tarrant County Convention Center         |
| 4 de maig de 1977    | Phoenix           | Arizona             | Arizona Veterans Memorial Coliseum       |
| 6 de maig de 1977    | Anaheim           | Califòrnia          | Anaheim Stadium                          |
| 7 de maig de 1977    | Anaheim           | Califòrnia          | Anaheim Stadium                          |
| 9 de maig de 1977    | Oakland           | Califòrnia          | Oakland-Alameda County Coliseum          |
| 10 de maig de 1977   | Oakland           | Califòrnia          | Oakland-Alameda County Coliseum          |
| 12 de maig de 1977   | Portland          | Oregon              | Memorial Coliseum                        |
| 15 de juny de 1977   | Milwaukee         | Wisconsin           | County Stadium                           |
| 17 de juny de 1977   | Louisville        | Kentucky            | Freedom Hall                             |
| 19 de juny de 1977   | Chicago           | Illinois            | Soldier Field                            |
| 21 de juny de 1977   | Kansas City       | Missouri            | Kemper Arena                             |
| 23 de juny de 1977   | Cincinnati        | Ohio                | Riverfront Coliseum                      |
| 25 de juny de 1977   | Cleveland         | Ohio                | Cleveland Stadium (World Series of Rock) |
| 27 de juny de 1977   | Boston            | Massachusetts       | Boston Garden                            |
| 28 de juny de 1977   | Filadèlfia        | Pennsilvània        | The Spectrum                             |
| 29 de juny de 1977   | Filadèlfia        | Pennsilvània        | The Spectrum                             |
| 1 de juliol de 1977  | Nova York         | rowspan=4Nova York  | Madison Square Garden                    |
| 2 de juliol de 1977  | Nova York         |                     | Madison Square Garden                    |
| 3 de juliol de 1977  | Nova York         |                     | Madison Square Garden                    |
| 4 de juliol de 1977  | Nova York         |                     | Madison Square Garden                    |
| 6 de juliol de 1977  | Mont-real, Quebec | Canadà              | Estadi Olímpic de Mont-real              |